# Robinus von Sayn
Robinus von Sayn (* im 13. Jahrhundert; † im 14. Jahrhundert) war Domherr zu Münster.

## Leben
Robinus von Sayn entstammte dem Adelsgeschlecht von Sayn und war der Sohn des Grafen Johann von Sayn und dessen Gemahlin Elisabeth von Hessen, Schwester des münsterischen Bischofs Ludwig. Am 15. März 1325 erhielt Robinus vom Papst Johannes XXII. eine Zusage für eine Dompräbende in Köln. Im selben Jahr findet er als Domherr zu Münster urkundliche Erwähnung und erhielt eine Dompräbende in Trier. Er war
Propst im Kollegiatstift St. Maria zu Wetzlar, als Papst Johannes XXII. dem Kölner Offizial die Anweisung erteilte, dem Propst die Rechte wieder zu erteilen, die ihm der deutsche Kaiser Ludwig IV. entzogen hatte.
1343 tauschte Robinus sein münsterisches Kanonikat mit Everhard Brune gegen das Archidiakonat Warendorf, ohne die Zustimmung des Domkapitels einzuholen. Dies führte zu einem Streit zwischen Bischof Ludwig und Domkapitel, der vor der Kurie endete. Diese entschied sich wieder einmal gegen den Fürstbischof.
Robinus gehörte zu den Domherren, die Bischof Ludwig zur Durchsetzung seiner Ziele auf seine Seite gezogen hatte.